# Wereldkampioenschappen kunstschaatsen junioren 2010
De Wereldkampioenschappen kunstschaatsen junioren 2010 werden van 9 tot en met 13 maart gehouden in Den Haag, Nederland. Het was na het kampioenschap van 2004 de tweede keer dat deze kampioenschappen in Den Haag en Nederland plaatsvonden.
| Programma | Programma       | Programma         | Programma          | Programma        | Programma         | Programma       |
| --------- | --------------- | ----------------- | ------------------ | ---------------- | ----------------- | --------------- |
|           | dinsdag 9 maart | woensdag 10 maart | donderdag 11 maart | vrijdag 12 maart | zaterdag 13 maart | zondag 14 maart |
| Paren     | korte kür       | lange kür         |                    |                  |                   | Gala            |
| Jongens   |                 | korte kür         | lange kür          |                  |                   | Gala            |
| IJsdansen | verplichte kür  |                   | originele kür      | lange kür        |                   | Gala            |
| Meisjes   |                 |                   |                    | korte kür        | lange kür         | Gala            |

## Deelname
Elk lid van de ISU kon een startplaats invullen per discipline. Extra startplaatsen (met en maximum van drie per discipline) zijn verdiend op basis van de eindklasseringen op het WK junioren van 2009
Vanwege het grote aantal deelnemers kwalificeerde alleen de beste vierentwintig in de individuele disciplines en de beste zestien bij de paren zich voor de vrije kür, na het korte programma. Bij het ijsdansen kwalificeerden de beste dertig paren van de verplichte dans zich voor de klassieke dans en vervolgens de top twintig voor de vrije dans.
De wedstrijd stond open voor deelnemers die op 1 juli 2009 ten minste 13 jaar en niet ouder dan 18 jaar waren. Voor de mannelijke helft bij de paren en ijsdansers gold de leeftijd van maximaal 21 jaar. Medailles waren er te verdienen in de disciplines jongens individueel, meisjes individueel, paarrijden en ijsdansen.
Uit België debuteerden Jorik Hendrickx bij de jongens en Ira Vannut bij de meisjes. Uit Nederland namen Boyito Mulder bij de jongens en Manouk Gijsman bij de meisjes beide voor de derde keer deel.

### Deelnemende landen
Uit 53 landen namen deelnemers aan deze kampioenschappen deel, zij zouden samen 156 startplaatsen invullen.
(Tussen haakjes het totaal aantal startplaatsen over de vier disciplines.)
| Verenigde Staten (12) Rusland (11) Canada (9) China (8) Tsjechië (6) Duitsland (5) Estland (4) Frankrijk (4) Hongarije (4) Italië (4) Oostenrijk (4) | Slowakije (4) Verenigd Koninkrijk (4) Bulgarije (3) Finland (3) Hongkong (3) Japan (3) Kazachstan (3) Letland (3) Oekraïne (3) Polen (3) Roemenië (3) | Spanje (3) Zweden (3) Zwitserland (3) Australië (2) België (2) Bahrein (2) Brazilië (2) Georgië (2) Kroatië (2) Litouwen (2) Nederland (2) | Thailand (2) Turkije (2) Wit-Rusland (2) Zuid-Korea (2) Andorra (1) Armenië (1) Denemarken (1) Filipijnen (1) Griekenland (1) Ierland (1) | Israël (1) Mexico (1) Nieuw-Zeeland (1) Noorwegen (1) Oezbekistan (1) Servië (1) Singapore (1) Slovenië (1) Thailand (1) Zuid-Afrika (1) |

## Medaille verdeling
| Discipline | Goud                              | Zilver                          | Brons                           |
| ---------- | --------------------------------- | ------------------------------- | ------------------------------- |
| Jongens    | Yuzuru Hanyu                      | Song Nan                        | Artoer Gasjinski                |
| Meisjes    | Kanako Murakami                   | Agnes Zawadzki                  | Polina Agafonova                |
| Paren      | Sui Wenjing / Han Cong            | Narumi Takahashi / Mervin Tran  | Ksenia Stolbova / Fjodor Klimov |
| IJsdansen  | Elena Ilinich / Nikita Katsalapov | Alexandra Paul / Mitchell Islam | Ksenia Monko / Kirill Chaljavin |

## Uitslagen
| #                | naam                 | land                      | punten | korte kür | lange kür |
| ---------------- | -------------------- | ------------------------- | ------ | --------- | --------- |
| Goud             | Yuzuru Hanyu         | Vlag van Japan            | 216.10 | 3         | 1         |
| Zilver           | Song Nan             | Vlag van China            | 205.25 | 5         | 2         |
| Brons            | Artoer Gasjinski     | Vlag van Rusland          | 199.19 | 6         | 3         |
| 4                | Keegan Messing       | Vlag van Verenigde Staten | 197.03 | 2         | 4         |
| 5                | Grant Hochstein      | Vlag van Verenigde Staten | 194.30 | 1         | 7         |
| 6                | Andrei Rogozine      | Vlag van Canada           | 179.81 | 13        | 6         |
| 7                | Artoer Dmitrijev     | Vlag van Rusland          | 177.78 | 15        | 5         |
| 8                | Alexander Majorov    | Vlag van Zweden           | 177.01 | 7         | 8         |
| 9                | Denis Ten            | Vlag van Kazachstan       | 171.86 | 4         | 15        |
| 10               | Armin Mahbanoozadeh  | Vlag van Verenigde Staten | 168.69 | 8         | 12        |
| 11               | Abzal Rakimgaliev    | Vlag van Kazachstan       | 167.88 | 10        | 11        |
| 12               | Javier Raya          | Vlag van Spanje           | 164.41 | 9         | 14        |
| 13               | Morgan Ciprès        | Vlag van Frankrijk        | 162.01 | 16        | 15        |
| 14               | Liu Jiaxing          | Vlag van China            | 161.50 | 17        | 9         |
| 15               | Jorik Hendricks      | Vlag van België           | 159.67 | 14        | 13        |
| 16               | Daniel Dotzauer      | Vlag van Duitsland        | 154.83 | 11        | 17        |
| 17               | Zang Wenbo           | Vlag van China            | 148.99 | 20        | 16        |
| 18               | Sebastian Iwasaki    | Vlag van Polen            | 142.39 | 21        | 18        |
| 19               | Kevin Alves          | Vlag van Brazilië         | 141.44 | 18        | 19        |
| 20               | Ronald Lam           | Vlag van Canada           | 141.31 | 12        | 22        |
| 21               | Petr Coufal          | Vlag van Tsjechië         | 138.11 | 23        | 20        |
| 22               | Stephan Li-Chung Kuo | Vlag van Taiwan           | 136.27 | 19        | 21        |
| 23               | Petr Bidar           | Vlag van Tsjechië         | 131.30 | 24        | 23        |
| 24               | Bela Papp            | Vlag van Finland          | 128.78 | 22        | 24        |
| Alleen korte kür |                      |                           |        |           |           |
| 45               | Boyito Mulder        | Vlag van Nederland        | 27.92  | 45        |           |

| #      | naam              | land                      | punten | korte kür | lange kür |
| ------ | ----------------- | ------------------------- | ------ | --------- | --------- |
| Goud   | Kanako Murakami   | Vlag van Japan            | 165.47 | 2         | 1         |
| Zilver | Agnes Zawadzki    | Vlag van Verenigde Staten | 156.79 | 8         | 2         |
| Brons  | Polina Agafonova  | Vlag van Rusland          | 154.27 | 3         | 4         |
| 4      | Polina Sjelepen   | Vlag van Rusland          | 151.65 | 7         | 3         |
| 5      | Anna Ovtsjarova   | Vlag van Rusland          | 147.52 | 1         | 8         |
| 6      | Kate Charbonneau  | Vlag van Canada           | 147.46 | 4         | 7         |
| 7      | Kiri Baga         | Vlag van Verenigde Staten | 146.98 | 5         | 5         |
| 8      | Christina Gao     | Vlag van Verenigde Staten | 143.86 | 9         | 6         |
| 9      | Joshi Helgesson   | Vlag van Zweden           | 138.13 | 6         | 9         |
| 10     | Julia Pfrengle    | Vlag van Duitsland        | 133.05 | 11        | 10        |
| 11     | Lena Marrocco     | Vlag van Frankrijk        | 127.62 | 10        | 12        |
| 12     | Svetlana Issakova | Vlag van Estland          | 124.10 | 17        | 11        |
| 13     | Romy Bühler       | Vlag van Zwitserland      | 121.94 | 15        | 13        |
| 14     | Sıla Saygı        | Vlag van Turkije          | 118.28 | 13        | 15        |
| 15     | Beata Papp        | Vlag van Finland          | 117.32 | 20        | 14        |
| 16     | Karina Johnson    | Vlag van Denemarken       | 115.17 | 18        | 16        |
| 17     | Angelica Olsson   | Vlag van Zweden           | 114.44 | 12        | 19        |
| 18     | Isabel Drescher   | Vlag van Duitsland        | 111.95 | 21        | 17        |
| 19     | Zhu Qiuying       | Vlag van China            | 110.55 | 24        | 18        |
| 20     | Francesca Rio     | Vlag van Italië           | 107.12 | 16        | 20        |
| 21     | Alina Milevskaja  | Vlag van Oekraïne         | 105.02 | 14        | 22        |
| 22     | Ira Vannut        | Vlag van België           | 103.68 | 23        | 21        |
| 23     | Manouk Gijsman    | Vlag van Nederland        | 103.14 | 19        | 23        |
| 24     | Alina Fjodorova   | Vlag van Letland          | 102.18 | 22        | 24        |

| #      | naam                              | land                      | punten | korte kür | lange kür |
| ------ | --------------------------------- | ------------------------- | ------ | --------- | --------- |
| Goud   | Sui Wenjing Han Cong              | Vlag van China            | 170.71 | 1         | 1         |
| Zilver | Narumi Takahashi Mervin Tran      | Vlag van Japan            | 157.23 | 2         | 2         |
| Brons  | Ksenia Stolbova Fjodor Klimov     | Vlag van Rusland          | 145.35 | 3         | 3         |
| 4      | Tatjana Novik Mikhail Koeznetsjov | Vlag van Rusland          | 139.63 | 5         | 5         |
| 5      | Britney Simpson Nathan Miller     | Vlag van Verenigde Staten | 138.00 | 4         | 6         |
| 6      | Zhang Yue Wang Lei                | Vlag van China            | 135.86 | 12        | 4         |
| 7      | Brittany Jones Kurtis Gaskell     | Vlag van Canada           | 133.41 | 7         | 7         |
| 8      | Yu Xiaoyu Jin Yang                | Vlag van China            | 129.48 | 8         | 9         |
| 9      | Margaret Purdy Michael Marinaro   | Vlag van Verenigde Staten | 129.29 | 11        | 8         |
| 10     | Felicia Zhang Taylor Toth         | Vlag van Verenigde Staten | 128.01 | 6         | 10        |
| 11     | Kaleigh Hole Adam Johnson         | Vlag van Canada           | 119.68 | 9         | 13        |
| 12     | Anna Silajeva Aroer Mintsjoek     | Vlag van Rusland          | 117.96 | 10        | 15        |
| 13     | Juliana Gurdzhi Alexander Völler  | Vlag van Duitsland        | 116.72 | 16        | 11        |
| 14     | Brynn Carman Aj Reiss             | Vlag van Verenigde Staten | 115.90 | 13        | 14        |
| 15     | Klara Kadlecova Petr Bidar        | Vlag van Tsjechië         | 115.07 | 14        | 12        |
| 16     | Anna Chnytsjenkova Márk Magyar    | Vlag van Hongarije        | 96.00  | 15        | 16        |

| #      | naam                                   | land                         | punten | verplichte kür | originele kür | vrije kür |
| ------ | -------------------------------------- | ---------------------------- | ------ | -------------- | ------------- | --------- |
| Goud   | Elena Ilinich Nikita Katsalapov        | Vlag van Rusland             | 188.28 | 1              | 1             | 1         |
| Zilver | Alexandra Paul Mitchell Islam          | Vlag van Canada              | 172.37 | 5              | 2             | 2         |
| Brons  | Ksenia Monko Kirill Chaljavin          | Vlag van Rusland             | 168.81 | 4              | 3             | 5         |
| 4      | Maia Shibutani Alex Shibutani          | Vlag van Verenigde Staten    | 168.35 | 2              | 4             | 4         |
| 5      | Lorenza Alessandrini Simone Vaturi     | Vlag van Italië              | 167.84 | 6              | 5             | 3         |
| 6      | Jekaterina Pushkash Jonathan Guerreirg | Vlag van Rusland             | 162.16 | 3              | 6             | 6         |
| 7      | Rachel Tibbetts Collin Brubaker        | Vlag van Verenigde Staten    | 153.50 | 7              | 7             | 7         |
| 8      | Anastasia Galjeta Aleksei Sjoemski     | Vlag van Oekraïne            | 146.96 | 8              | 8             | 8         |
| 9      | Piper Gilles Zachary Donohue           | Vlag van Verenigde Staten    | 141.30 | 11             | 9             | 12        |
| 10     | Geraldine Bott Neil Brown              | Vlag van Frankrijk           | 140.65 | 12             | 10            | 10        |
| 11     | Stefanie Frohberg Tim Giesen           | Vlag van Duitsland           | 139.51 | 9              | 15            | 11        |
| 12     | Dora Toroczi Balasz Major              | Vlag van Hongarije           | 139.29 | 16             | 12            | 9         |
| 13     | Olivia Nicole Martins Alvin Chau       | Vlag van Canada              | 135.63 | 13             | 14            | 13        |
| 14     | Gabriela Kubova Dmitri Kiselev         | Vlag van Tsjechië            | 133.48 | 15             | 13            | 14        |
| 15     | Charlotte Aiken Josh Whidborne         | Vlag van Verenigd Koninkrijk | 132.24 | 10             | 11            | 17        |
| 16     | Sara Hurtado Adria Diaz                | Vlag van Spanje              | 128.44 | 17             | 21            | 15        |
| 17     | Katelyn Good Nikolaj Sorensen          | Vlag van Denemarken          | 128.41 | 20             | 16            | 16        |
| 18     | Oksana Klimova Sasha Palomäki          | Vlag van Finland             | 127.82 | 14             | 22            | 18        |
| 19     | Nikola Visnova Lukas Csolley           | Vlag van Slowakije           | 126.23 | 21             | 17            | 19        |
| 20     | Justyna Plutowska Dawid Pietrzynski    | Vlag van Polen               | 109.40 | 18             | 18            | 20        |

Medaillewinnaars

Jongens · 
Meisjes · 
Paren · 
IJsdansen

 Toernooi

1976 · 
1977 · 
1978 · 
1979 · 
1980 · 
1981 · 
1982 · 
1983 · 
1984 · 
1985 · 
1986 · 
1987 · 
1988 · 
1989 · 
1990 · 
1991 · 
1992 · 
1993 · 
1994 · 
1995 · 
1996 · 
1997 · 
1998 · 
1999 · 
2000 · 
2001 · 
2002 · 
2003 · 
2004 · 
2005 · 
2006 · 
2007 · 
2008 · 
2009 · 
2010 ·
2011 ·
2012 ·
2013 ·
2014 ·
2015 ·
2016 ·
2017 ·
2018 ·
2019 · 
2020

 ISU-kampioenschappen

WK kunstschaatsen · 
EK kunstschaatsen · 
Viercontinentenkampioenschap · 
Olympische Spelen